# El Algabeño
Pour les articles homonymes, voir Algabeño.
José García Rodríguez dit « El Algabeño », né le 21 septembre 1875 à La Algaba (Espagne, province de Séville), mort le 7 janvier 1947  à Séville (Espagne), est un matador espagnol.

## Biographie
« El Algabeño » se fit particulièrement remarquer pour ses talents d’estoqueador. S’il ne maniait la muleta et le capote qu’avec peu de finesse et un manque de répertoire évident, sa sûreté, sa personnalité, sa sincérité et son efficacité en firent l’un des maîtres de son époque dans le maniement de l’épée.

### Carrière
- Débuts en novillada : Séville le 9 décembre 1894.
- Présentation à Madrid : 10 mars 1895 aux côtés de Bernardo Gavira. Novillos de la ganadería de Saltillo.
- Alternative : Madrid le 22 septembre 1895. Parrain, Fernando « El Gallo » ; témoin, Emilio Torres « Bombita ». Taureaux de la ganadería du duc de Veragua.